# 花土沟镇
花土沟镇是中华人民共和国青海省海西蒙古族藏族自治州茫崖市下辖的一个镇，人口以汉族为主，茫崖市政府驻地。
原尕斯乡得名于尕斯库勒，以蒙古族为主，政府驻地位于花土沟镇红柳泉，由于只有271人，现已并入花土沟镇。原花土沟镇成为今花土沟镇之社区，原尕斯乡成为今花土沟镇之牧委会。

## 行政区划
花土沟镇下辖以下村级行政区划单位：
团结路社区、平安巷社区、昆仑路社区、油龙路社区、岗茨牧委会、莫河尔布鲁克牧委会和代尔森牧委会。